# Copa de las Cuatro Naciones
La Copa de las Cuatro Naciones también conocida como Torneo Cuatro Naciones (en alemán: Vier-Länder-Turnier). Fue una competición por invitación entre cuatro selecciones nacionales organizado en Alemania Federal. El certamen se llevó a cabo en el Estadio Olimpico de Berlín en Berlín Occidental, Alemania Federal, entre el 31 marzo y el 2 de abril de 1988. La selección sueca se coronó campeona al derrotar por penales en semifinales a Alemania Federal y vencer en la final a la selección soviética.

## Participantes
Tomaron parte las siguientes selecciones nacionales:
| Bandera de Alemania | Bandera de Argentina | Bandera de Suecia | Bandera de la Unión Soviética |
| Alemania Federal    | Argentina            | Suecia            | Unión Soviética               |
| ------------------- | -------------------- | ----------------- | ----------------------------- |

## Partidos
|  | Semifinales         | Semifinales         |   |                    | Final              | Final |  |
|  |                     |                     |   |                    |                    |       |  |
|  |                     |                     |   |                    |                    |       |  |
|  | Berlín, 31 de marzo |                     |   |                    |                    |       |  |
|  | Unión Soviética     | 4                   |   |                    |                    |       |  |
|  | Argentina           | 2                   |   |                    |                    |       |  |
|  |                     |                     |   |                    |                    |       |  |
|  |                     |                     |   |                    | Berlín, 2 de abril |       |  |
|  |                     |                     |   |                    | Suecia             | 2     |  |
|  |                     | Unión Soviética     | 0 |                    |                    |       |  |
|  |                     |                     |   |                    |                    |       |  |
|  |                     |                     |   |                    |                    |       |  |
|  |                     |                     |   |                    | Tercer lugar       |       |  |
|  | Berlín, 31 de marzo | Berlín, 31 de marzo |   | Berlín, 2 de abril | Berlín, 2 de abril |       |  |
|  | RFA                 | 1 (2)               |   | RFA                | 1                  |       |  |
|  | Suecia              | 1 (4)               |   |                    | Argentina          | 0     |  |

### Semifinales
| 31 de marzo de 1988 | Unión Soviética                                          | 4:2 (1:2) | Argentina                  | Estadio Olímpico, Berlín                                 |                                                          |
|                     | Zavarov 14' · Litovchenko 15' · Protasov 62' (80), pen.' | Reporte   | 18' Troglio · 67' Maradona | Asistencia: 17.000 espectadores Árbitro(s): Joël Quiniou | Asistencia: 17.000 espectadores Árbitro(s): Joël Quiniou |

| Uniformes | Uniformes |
| --------- | --------- |
|           |           |

| 31 de marzo de 1988 | Alemania Federal                    | 1:1 (2:4 p.)               | Suecia                                      | Estadio Olímpico, Berlín                                   |                                                            |
|                     | Allofs 42'                          | Reporte                    | 74' Truedsson                               | Asistencia: 23.709 espectadores Árbitro(s): Lajos Hartmann | Asistencia: 23.709 espectadores Árbitro(s): Lajos Hartmann |
|                     |                                     | Tiros desde el punto penal |                                             |                                                            |                                                            |
|                     | Thon · Eckstein · Matthäus · Völler |                            | R.Prytz · P.Larsson · G.Strömberg · J.Thern |                                                            |                                                            |

| Uniformes | Uniformes |
| --------- | --------- |
|           |           |

### Tercer lugar
| 2 de abril de 1988 | Alemania Federal | 1:0     | Argentina | Estadio Olímpico, Berlín                                       |                                                                |
|                    | Matthäus 30'     | Reporte |           | Asistencia: 25.000 espectadores Árbitro(s): Kurt Röthlisberger | Asistencia: 25.000 espectadores Árbitro(s): Kurt Röthlisberger |

| Uniformes | Uniformes |
| --------- | --------- |
|           |           |

### Final
| 2 de abril de 1988 | Suecia                        | 2:0     | Unión Soviética | Estadio Olímpico, Berlín                                          |                                                                   |
|                    | Eskilsson 52' · Holmqvist 88' | Reporte |                 | Asistencia: 25.000 espectadores Árbitro(s): Marcel Van Langenhove | Asistencia: 25.000 espectadores Árbitro(s): Marcel Van Langenhove |

| Uniformes | Uniformes |
| --------- | --------- |
|           |           |

### Clasificación
| Equipo | Equipo           | Pts | PJ | PG | PE | PP | GF | GC | Dif |
| ------ | ---------------- | --- | -- | -- | -- | -- | -- | -- | --- |
| 1      | Suecia           | 3   | 2  | 1  | 1  | 0  | 3  | 1  | 2   |
| 2      | Unión Soviética  | 2   | 2  | 1  | 0  | 1  | 4  | 4  | 0   |
| 3      | Alemania Federal | 3   | 1  | 1  | 0  | 0  | 2  | 1  | 1   |
| 4      | Argentina        | 0   | 2  | 0  | 0  | 2  | 2  | 5  | -3  |

| Bandera de Suecia         |
| Campeón Suecia 1.° título |

## Goleadores
2 goles
- Oleg Protasov

1 Gol
- Pedro Troglio
- Diego Maradona
- Aleksandr Zavarov
- Gennadi Lytovchenko
- Lothar Matthäus
- Klaus Allofs
- Peter Truedsson
- Hans Eskilsson
- Hans Holmqvist